# Шерифа Фатіма
Шерифа Фатіма (англ. Sharifa Fatima) — жінка, що була релігійним лідером мусульман-зейдитів Ємену в XV столітті. Відома як організатор завоювання міста Санаа (сучасна столиця Ємену) в 1450-х роках.
Вона була дочкою Імама аль-Зайел аль-Насир Лі Дін Аллах (англ. Imam al-Zayel al-Nasir Li Din Allah).